# Lorenzo da Firenze
Lorenzo Masi, connu sous le nom de Lorenzo da Firenze (Laurent de Florence), (mort en décembre 1372 ou janvier 1373), était un compositeur et professeur de musique italien du Trecento. Étroitement associé à Francesco Landini à Florence, il fut l'un des compositeurs de l'Ars nova. 

## Biographie
Certaines informations de la vie de Lorenzo da Firenze, dont on sait par ailleurs peu de choses, peuvent être déduites de sa musique. Il a été professeur à Florence, probablement de Landini lui-même. Il devint chanoine à l'église San Lorenzo en 1348, poste qu'il a conservé le reste de sa vie. 
Lorenzo da Firenze est représenté dans le Codex Squarcialupi — le manuscrit enluminé qui est la source la plus complète sur la musique italienne du XIVe siècle — par dix-sept compositions : dix madrigaux, six ballate et un canon. Deux morceaux pour une messe nous sont également parvenus (l'un est d'attribution douteuse), et une pièce pédagogique, l'Antefana.
Son style est novateur, parfois expérimental — mais curieusement conservateur par d'autres aspects. Bien qu'il ait utilisé l'imitation, technique musicale relativement nouvelle, et la texture hétérophonique, l'une des plus rares textures de la musique européenne, il a toujours aussi utilisé des intervalles parallèles parfaits. Les croisements vocaux sont communs quand il écrit pour plusieurs voix, alors que l'essentiel de sa musique est monophonique. Par ailleurs, il utilisait le chromatisme avec une fréquence rare au XIVe siècle, du moins avant l'arrivée des compositeurs de l'ars subtilior.
L'influence française est évidente dans quelques-unes de ses œuvres ; ainsi, on trouve chez lui des passages isorythmiques, caractéristiques de Machaut, mais qui sont rares dans la musique italienne. Certaines des particularités de sa notation suggèrent également un lien avec la France.